# Coordinación Democrática
Coordinación Democrática, popularmente conocida como Platajunta, fue un organismo unitario de oposición al régimen dictatorial creado el 26 de marzo de 1976.
La coalición surgió fruto de la fusión de la Junta Democrática de España (establecida en 1974 por el PCE y distintas figuras vinculadas a don Juan de Borbón, con la adhesión de CCOO, PSP, PTE, ASA y otras personalidades independientes) con la Plataforma de Convergencia Democrática (creada en 1975, como reacción a la anterior, por el PSOE, el Movimiento Comunista, democristianos y socialdemócratas). El organizador de la fusión de la Platajunta fue Antonio García-Trevijano, presidente del «Grupo Independiente».

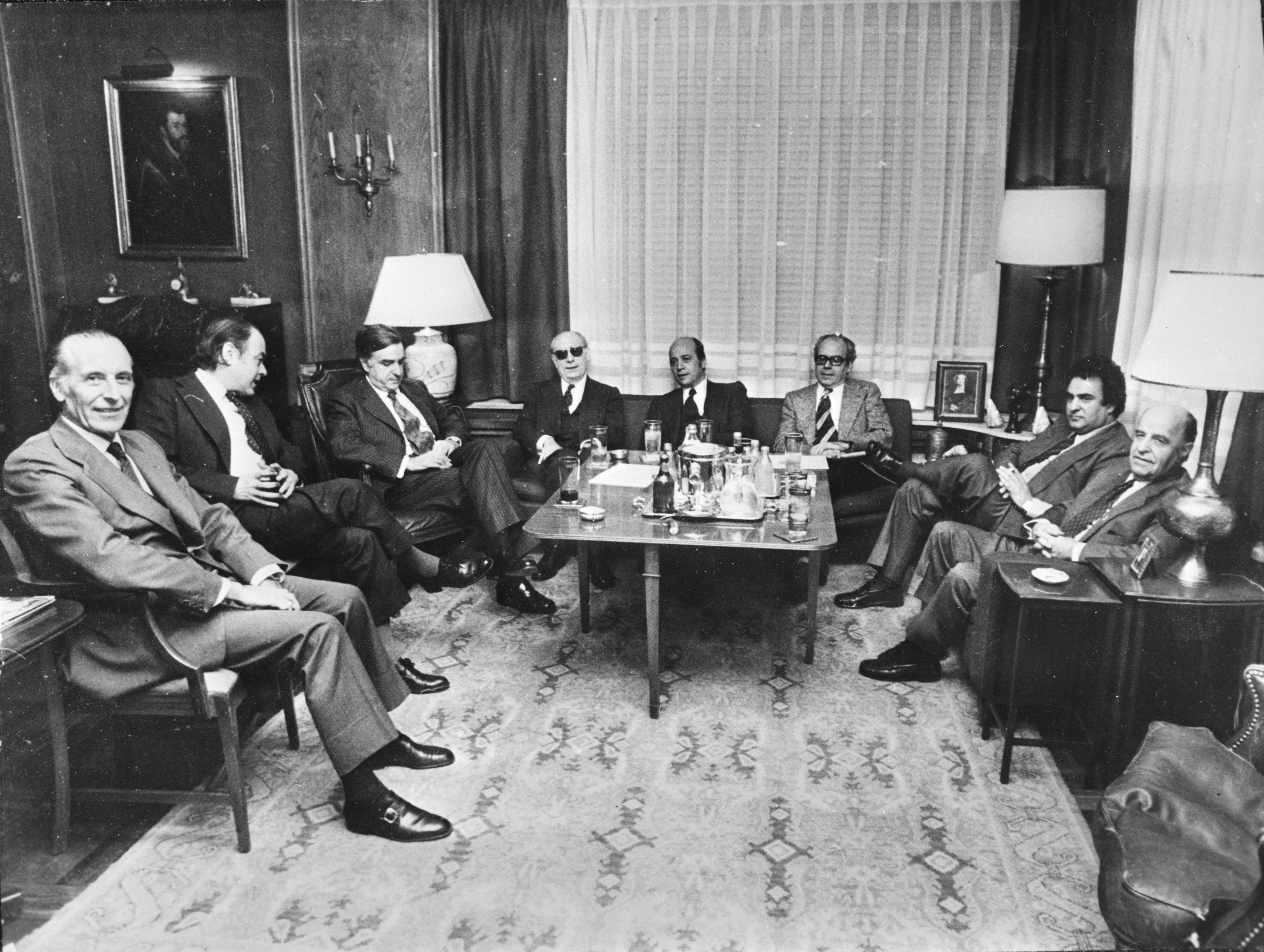
«Comisión de los nueve» de la Plataforma de Organismos Democráticos constituida por la oposición para negociar con Suárez tras la aprobación de la Ley para la Reforma Política. De izquierda a derecha Joaquín Satrústegui (liberal), Jordi Pujol (nacionalista catalán), Antón Cañellas (democratacristiano), Enrique Tierno Galván (PSP), Francisco Fernández Ordóñez (socialdemócrata), Simón Sánchez Montero (PCE), Enrique Múgica Herzog (PSOE) y Julio de Jáuregui (nacionalista vasco).

Sus objetivos eran la amnistía, la libertad política y la convocatoria de elecciones a Cortes Constituyentes. Coordinación Democrática se amplía aún más, ese mismo año, con nuevos partidos y organizaciones unitarias de las regiones con presencia de nacionalismos periféricos -en Cataluña, el Consejo o Comisión Coordinadora de Fuerzas Políticas de Cataluña-, convirtiéndose en la Plataforma de Organismos Democráticos. El fracaso de la misma se produce por la actuación no unitaria de muchos de sus miembros, que al margen de los objetivos declarados por la Junta, negocian con el gobierno de Adolfo Suárez el contenido de la reforma política llevada a cabo por este (Ley para la Reforma Política), traicionando estos su más importante objetivo desde la Platajunta, a saber: la libertad constituyente. Finalmente la Coordinación Democrática desapareció en octubre de 1976.